# 川东行政区
川東行政区是中華人民共和國建國後成立的省級行政區，於1950年至1952年存在。辖区大部分在今重庆市境。
1949年12月，西南战役结束，解放军攻占四川全省。由於四川省地域較大，人口近八千萬。新政权為便利行政管理，分劃為4個行政区，均由西南軍政委員會領導。1950年8月前稱「川東行政公署」，1950年8月31日改稱川東人民行政公署。

## 行政區劃
川東行政区1950年駐重慶市黃桷埡（今南岸区南山街道），1951年遷駐北碚市。至1952年8月7日行政区撤銷以前，轄有5專區共5個地級行政單位和2縣級市、33縣共35個縣級行政單位。
- 行政区直轄萬縣市，1951年增領北碚市（由北碚管理處改設）。
- 璧山專區，專署駐璧山縣，轄璧山、江津、巴縣、合川、江北、綦江、永川、榮昌、大足、銅梁計10縣。1951年改稱江津專區，巴縣劃屬重慶市，轄縣減為9縣。
- 大竹專區，專署駐大竹縣，轄大竹、梁山、墊江、鄰水、廣安、渠縣計6縣。
- 涪陵專區，專署駐涪陵縣，轄涪陵、長壽、酆都、石砫、彭水、武隆、南川計7縣。
- 萬縣專區，專署駐萬縣市，轄萬縣、忠縣、開縣、雲陽、奉節、巫山、巫溪、城口計8縣。
- 酉陽專區，專署駐酉陽縣，轄酉陽、黔江、秀山計3縣。

重慶市當時為中共中央西南局代管的中央直轄市，因此川東行政区不包括今重慶主城區的渝中區、沙坪壩、九龍坡區、大渡口區、南岸區和巴南區轄域。